# Vandalismus na Wikipedii
Vandalismus na Wikipedii je činnost, při které uživatel, který se rozhodne editovat internetovou encyklopedii Wikipedii, záměrně provádí závadné editace s cílem Wikipedii poškodit.

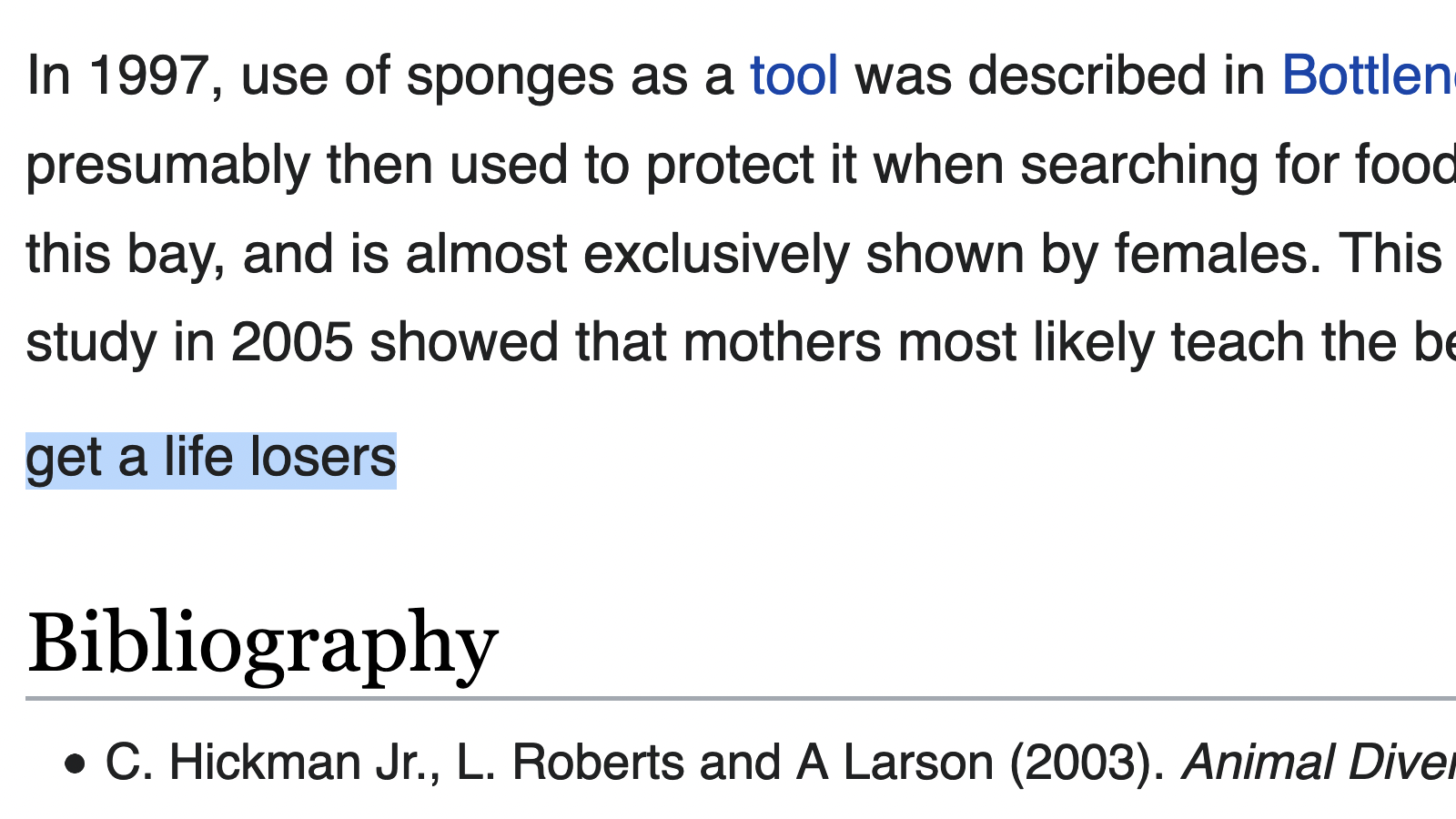
Vandalismus na anglické Wikipedii

## Popis
Existuje vícero způsobů, kterými je možné vandalismus na Wikipedii provádět. Mezi ty nejčastější patří mazání obsahu stránek, psaní nesmyslných či dokonce vulgárních textů do článků, šíření dezinformací a hoaxů či slovní útoky vůči jiným uživatelům.
Vandalismus se na Wikipedii vyskytuje prakticky od jejího vzniku. Podstatou celé encyklopedie je totiž skutečnost, že ji může editovat jakýkoliv uživatel a to i bez uživatelského účtu. Pro tzv. vandaly (tj. osoby, které Wikipedii záměrně poškozují) je tak provedení vandalismu relativně jednoduché.
Častým terčem vandalských editací jsou články o významných tématech (př. člověk, druhá světová válka či Česko), což v některých případech vede k uzamčení možnosti editovat článek uživateli s nízkým počtem provedených editací.

## Obrana
Správci Wikipedie a další uživatelé, kteří obsah Wikipedie kontrolují, mají k dispozici řadu nástrojů na potírání vandalismu. Jde například o možnost uživatele zablokovat, zamknout konkrétní stránku, vandalskou editaci či sérii vandalských editací odstranit pouze jedním kliknutím nebo o filtry na automatické detekování vandalismu či speciální značky, které uživatelům kontrolující editace vandalismus pomáhají snadněji odhalit.
Vzhledem k tomu, že uživatelé, kteří poslední změny kontrolují, často disponují rozšířenými právy, jsou vandalské editace na Wikipedii v naprosté většině případů smazány velmi rychle, zpravidla v řádu několika minut, v některých případech dokonce v řádu několika sekund. Některé vandalské editace jsou pak odstraňovány krátce po jejich provedení roboty. Před zablokováním uživatele, který vandalismus provádí, dochází často ze strany uživatelů, kteří editace kontrolují, nejprve k výzvě, aby uživatel svého konání zanechal. Není to však nezbytnou podmínkou před zablokováním, zvláště při dlouhodobém vandalismu.

## Porušování podmínek Wikipedie
Provádění vandalských editací je proti podmínkám užívání Wikipedie. Dlouhodobý a systematický vandalismus tak může v některých krajních případech vyústit až v trvalé zablokování uživatele, který jej provádí. Při jednorázovém a sporadickém vandalismu dochází většinou k zablokování uživatele v délce trvání několika hodin.